# Тепавци
Тепавци (мкд. Тепавци) су насеље у Северној Македонији, у јужном делу државе. Тепавци припадају општини Новаци.

## Географија
Насеље Тепавци је смештено у јужном делу Северне Македоније. Од најближег већег града, Битоља, насеље је удаљено 23 km источно.
Тепавци се налазе у источном делу Пелагоније, највеће висоравни Северне Македоније. Насељски атар на западу је равничарски, док у источном делу издиже Селечка планина. Надморска висина насеља је приближно 650 метара.
Клима у насељу је планинска због знатне надморске висине.

## Становништво
Тепавци су према последњем попису из 2002. године имали 25 становника. 1961. године у селу је живело 432 становника.
Претежно становништво по последњем попису су етнички Македонци.
Већинска вероисповест је православље.